# RECIPE (レシピ)
「RECIPE（レシピ）」は、2019年11月27日に発売された山下達郎通算52作目のシングル。

## 解説
山下達郎にとって2018年7月に発売された「ミライのテーマ / うたのきしゃ」以来、約1年半ぶりとなる本作は、2019年10月20日よりスタートした木村拓哉主演のドラマ、TBSテレビ日曜劇場『グランメゾン★東京』の主題歌として書き下ろされた、山下の伸びやかな歌声で奏でられる「大人のラヴソング」。木村とのタッグは2003年、同じく日曜劇場『GOOD LUCK!!』のエンディングテーマに「RIDE ON TIME」が使用されて以来16年ぶり、2度目となる。また、山下が他にも過去に日曜劇場のドラマ主題歌を、2010年に『新参者』の「街物語」と、2011年に『冬のサクラ』の「愛してるって言えなくたって」を担当し、2017年から平井堅と並んでいたが、この曲で4度目となり、2021年3月現在、歴代最多となった。後に、2022年リリースのアルバム『SOFTLY』に収録された。
カップリングにはシングルリリース時点で開催中だったコンサートツアー「PERFORMANCE 2019」から厳選された最新LIVE音源、「サウスバウンド #9 (2019 Live Version)」を併せて収録。

## プロモーション、マーケティング
全国のCDショップやオンラインショップにて先着特典としてポストカードをプレゼント。また、Amazon.co.jp限定特典としてデカジャケット(24cm×24cm)付きの限定盤が発売された。

## アートワーク
2019年11月1日にシングルの詳細発表にてジャケット写真が公開され、とり・みきによる山下をモチーフにしたキャラクター「タツローくん」がシェフに扮し、ギターの代わりにフライパンを奏でるという、ドラマの内容にもマッチしたものとなっている。

## ミュージック・ビデオ
「RECIPE（レシピ）」のミュージック・ビデオはシングルリリースと同じく2019年11月27日から公開され、「タツローくん」がCG化された姿でジャケットから飛び出し、ムーンウォークやロボットダンスを彷彿とさせるコミカルなダンスを披露し、さらに山下が実際にレコーディングを行ったスタジオやコンサートを開催したLINE CUBE SHIBUYAなどを駆け巡る。これら実写の映像は、すべて「iPhone 11 Pro」で撮影された。
なお12月下旬から、とり・みきが描き下ろしたタツローくんのLINEスタンプが発売。1セット40種類で、イラストに歌詞のワンフレーズなどが添えられている。購入には250円、またはLINEコインが100コインが必要となる。

## 収録曲
| - ©2019 WARNER MUSIC JAPAN INC. ℗2019 TENDERBERRY & HARVEST INC. UNDER EXCLUSIVE LICENSE TO WARNER MUSIC JAPAN INC., A WARNER MUSIC GROUP COMPANY. ALL RIGHTS RESERVED. UNAUTHORIZED DUPLICATION IS A VIOLATION OF APPLICABLE LAWS. 全作詞・作曲・編曲: 山下達郎。 |                                                           |           |            |                                               |      |
| # | タイトル                                                  | 作詞      | 作曲・編曲 |                                               | 時間 |
| 1. | 「RECIPE（レシピ）」(日曜劇場『グランメゾン★東京』主題歌) | 山下達郎  | 山下達郎   | ©2019 by NICHION,INC. & SMILE PUBLISHERS INC. | 3:41 |
| 2. | 「サウスバウンド #9 (2019 Live Version)」                 | 山下達郎  | 山下達郎   | ©1988 by SMILE PUBLISHERS INC.                | 5:40 |
| 3. | 「RECIPE（レシピ） (Original Karaoke)」                   | 山下達郎  | 山下達郎   |                                               | 3:37 |
| 合計時間: | 合計時間:                                                 | 合計時間: | 12:58      |                                               |      |

## クレジット

### RECIPE（レシピ）
- 山下達郎 : Computer Programming, Drum Programming, Acoustic Guitar, Electric Guitar, Keyboards, Percussion & Background Vocals
- 橋本茂昭 : Computer Programming & Synthesizer Operation

### サウスバウンド #9 (2019 Live Version)
- 山下達郎 : Electric Guitar
- 小笠原拓海 : Drums
- 伊藤広規 : Electric Bass
- 佐橋佳幸 : Electric Guitar
- 難波弘之 : Acoustic Piano
- 柴田俊文 : Keyboards
- 宮里陽太 : Alto Sax
- ハルナ : Background Vocal
- ENA : Background Vocal
- 三谷泰弘 : Background Vocal
- - Recorded Live at NHKホール
  - 2019年9月7日

### スタッフ
- Illustration by とり・みき

## リリース日一覧
| 地域 | タイトル         | リリース日     | レーベル                  | 規格                 | 品番       | 備考                                                                               |
| ---- | ---------------- | -------------- | ------------------------- | -------------------- | ---------- | ---------------------------------------------------------------------------------- |
| 日本 | RECIPE（レシピ） | 2019年11月27日 | MOON ⁄ WARNER MUSIC JAPAN | CD                   | WPCL-13149 | 全国のCDショップやオンラインショップにて、先着特典としてポストカードをプレゼント。 |
| 日本 | RECIPE（レシピ） | 2019年11月27日 | MOON ⁄ WARNER MUSIC JAPAN | デジタルダウンロード | –          | 通常音質（AAC 128/320kbps）                                                        |

## 収録アルバム
| # | タイトル | リリース日    | レーベル                  | 規格 | 品番                           | 備考                                           |
| - | -------- | ------------- | ------------------------- | ---- | ------------------------------ | ---------------------------------------------- |
| 1 | SOFTLY   | 2022年6月22日 | MOON ⁄ WARNER MUSIC JAPAN | 2CD  | WPCL-13359/60【初回限定盤】    | 「RECIPE（レシピ）」を新たなミックスにて収録。 |
| 1 | SOFTLY   | 2022年6月22日 | MOON ⁄ WARNER MUSIC JAPAN | CD   | WPCL-13361【通常盤】           | 「RECIPE（レシピ）」を新たなミックスにて収録。 |
| 1 | SOFTLY   | 2022年6月22日 | MOON ⁄ WARNER MUSIC JAPAN | 2LP  | WPJL-10155/6【完全限定生産盤】 | 「RECIPE（レシピ）」を新たなミックスにて収録。 |
| 1 | SOFTLY   | 2022年6月22日 | MOON ⁄ WARNER MUSIC JAPAN | CT   | WPTL-10004【完全生産限定】     | 「RECIPE（レシピ）」を新たなミックスにて収録。 |